# Lípa v Bažantnické aleji
Lípa v Bažantnické aleji je památný strom severozápadně od obce Poleň. Lípa malolistá (Tilia cordata Mill.) je součástí lipové aleje při místní nezpevněné komunikaci z Bažatnice do Pušperka, její stáří se odhaduje na 160 let. Lípa roste v nadmořské výšce 450 m, výška stromu je 20 m, šířka koruny 11 m, obvod kmene 453 cm (měření 2014). Strom je ve velmi dobrém zdravotním stavu, bez mechanického poškození. Koruna má typický vzhled pro daný druh, ve výšce 2,5 m se kmen větví ve dvě hlavní kosterní větve.  V roce 2019 došlo k bezpečnostnímu a redukčnímu řezu koruny, provedena byla kontrola instalovaných bezpečnostních vazeb a došlo k aretaci a uvolnění objímek. Lípa je chráněna od 19. července 2014 jako mimořádně významný z hlediska dendrologického, biologického, historického a krajinářského.

## Lipová alej
Lipová alej z Bažantnice do Pušperku je asi 1200 m dlouhá, podle historických pramenů byla vysázena kolem roku 1846 podél bývalé komunikace vedoucí z Chudenic na hrad Pušperk. Po cestě chodívala poutní procesí ke kostelu svatého Wolfganga u Chudenic. Z hlediska krajinného rázu se jedná o cennou krajinotvornou dominantu. Proto byla provedena inventarizace stromů a stanoven postup nutný pro záchranu aleje.

## Památné stromy v okolí
- Poleňská lípa
- Pušperský dub